# Schloss Groß Strehlitz

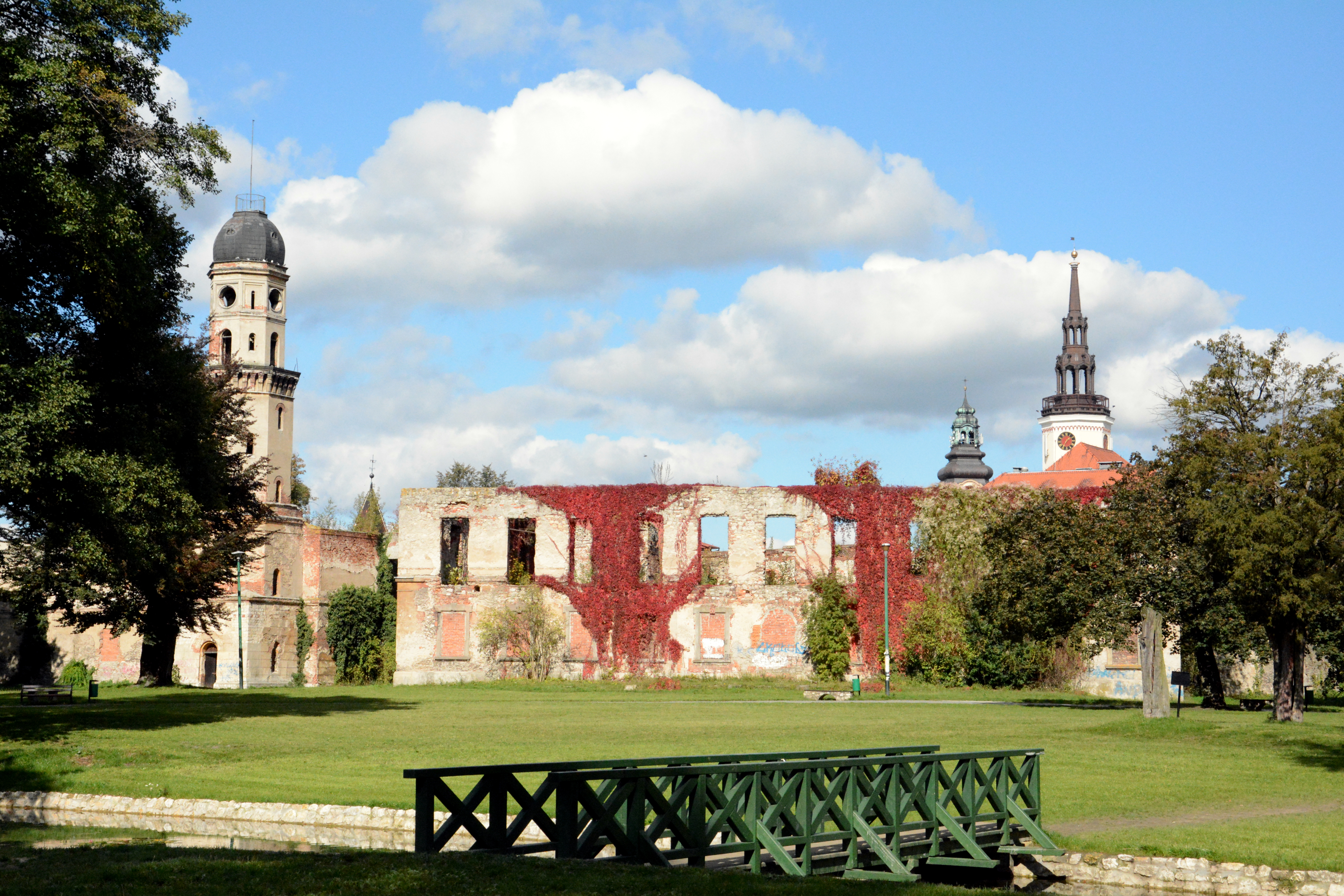
Panorama des Schlosses

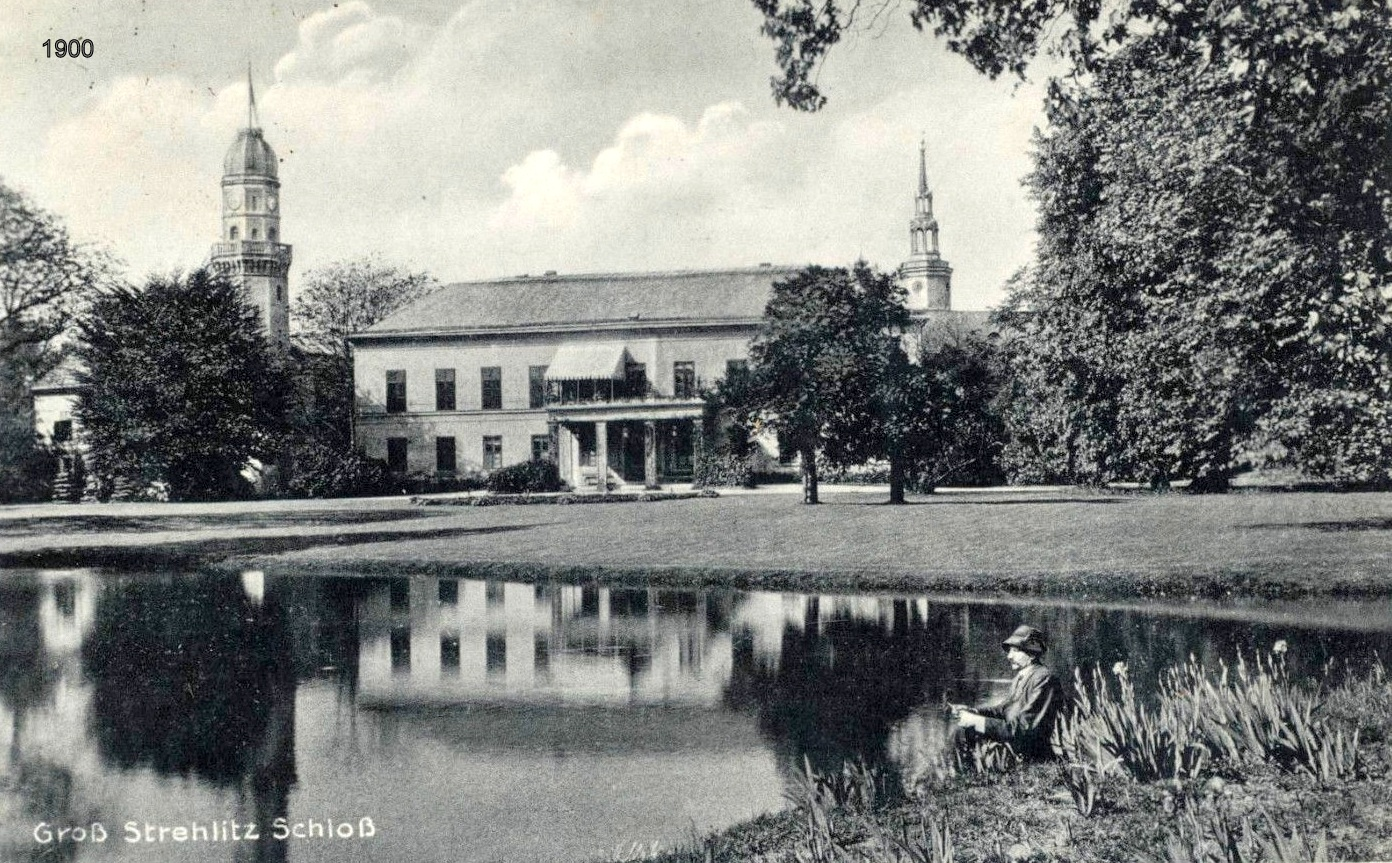
Das Schloss um 1900

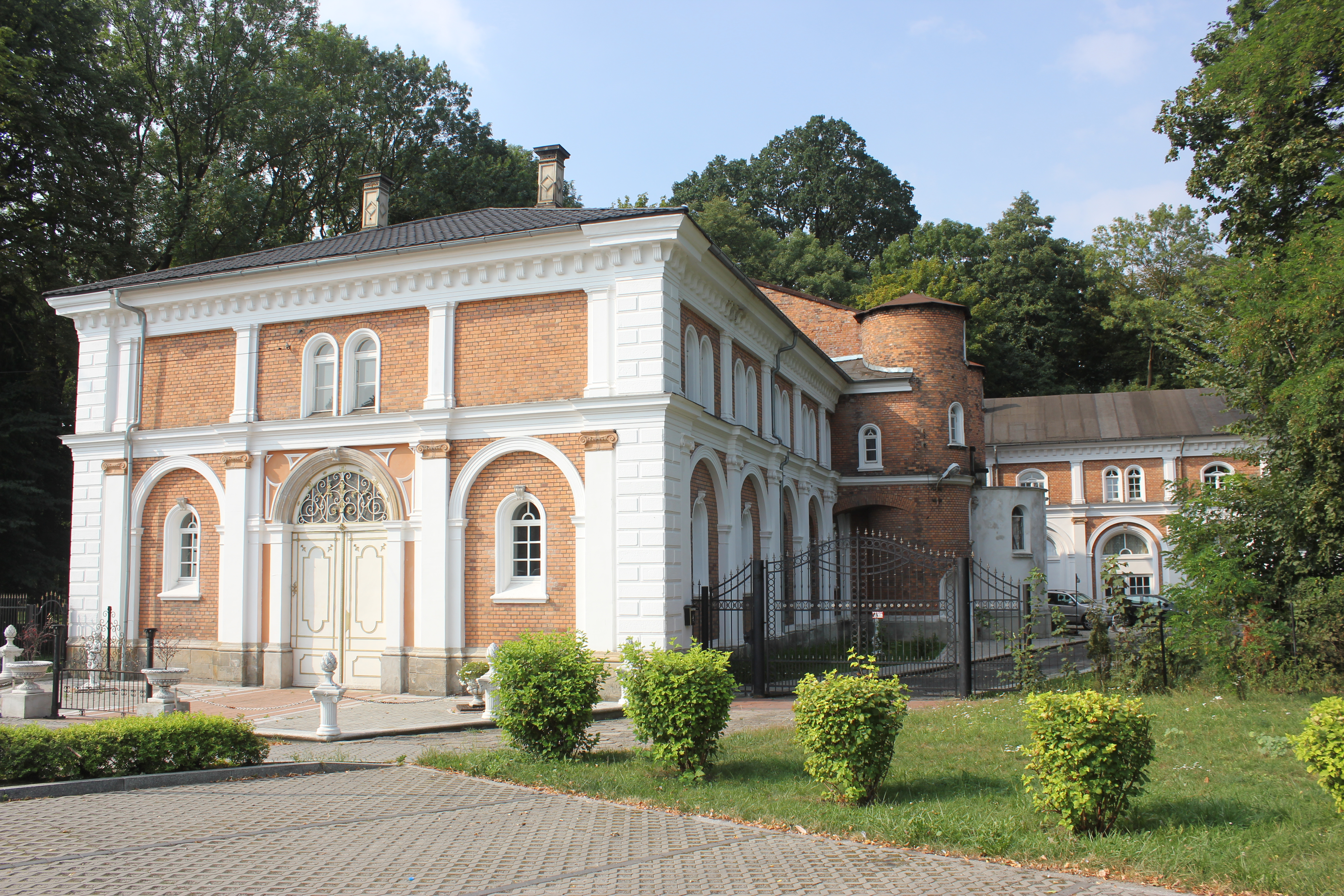
Marstall neben dem Schloss

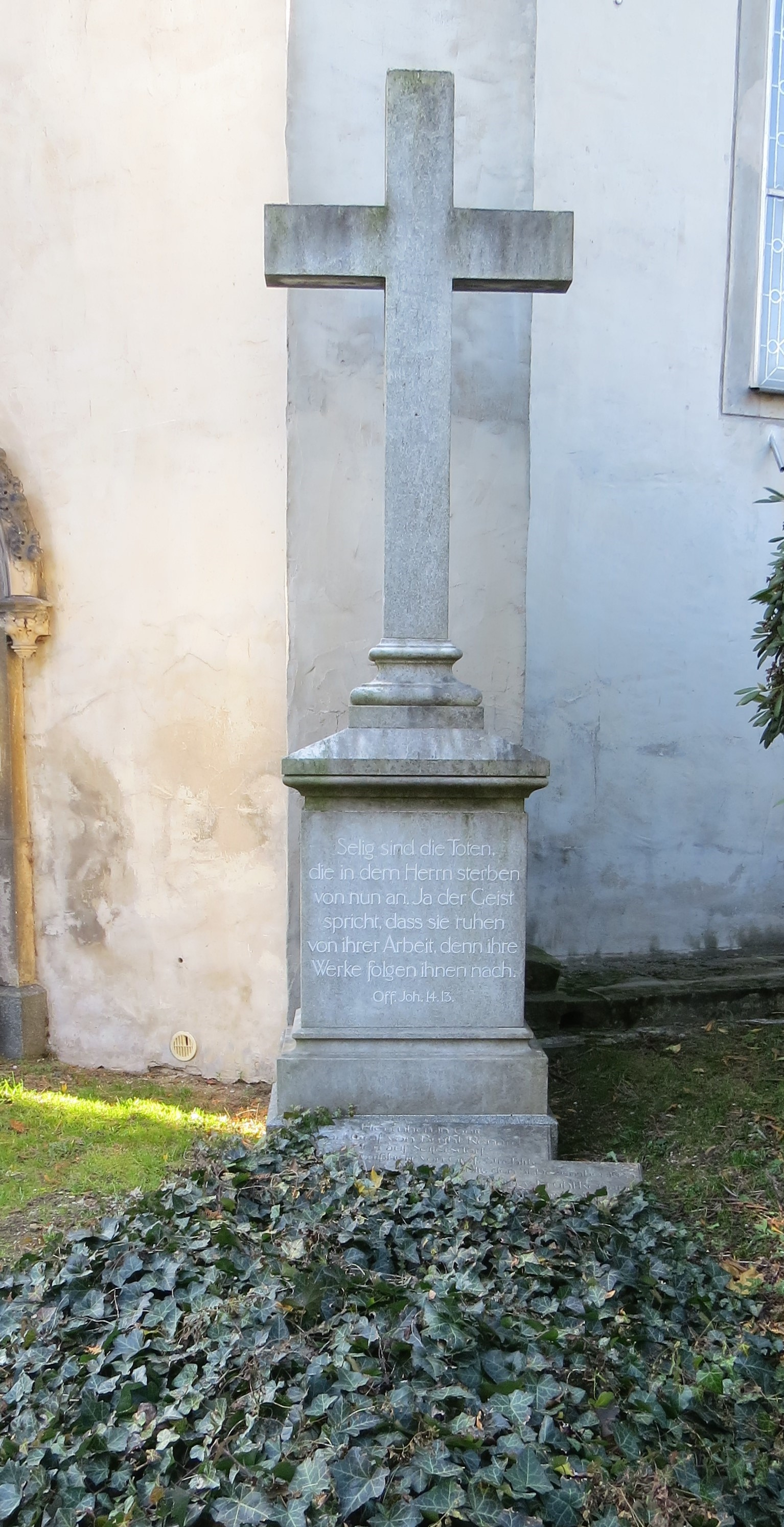
Grab Karl von Brühl-Renard in Seifersdorf

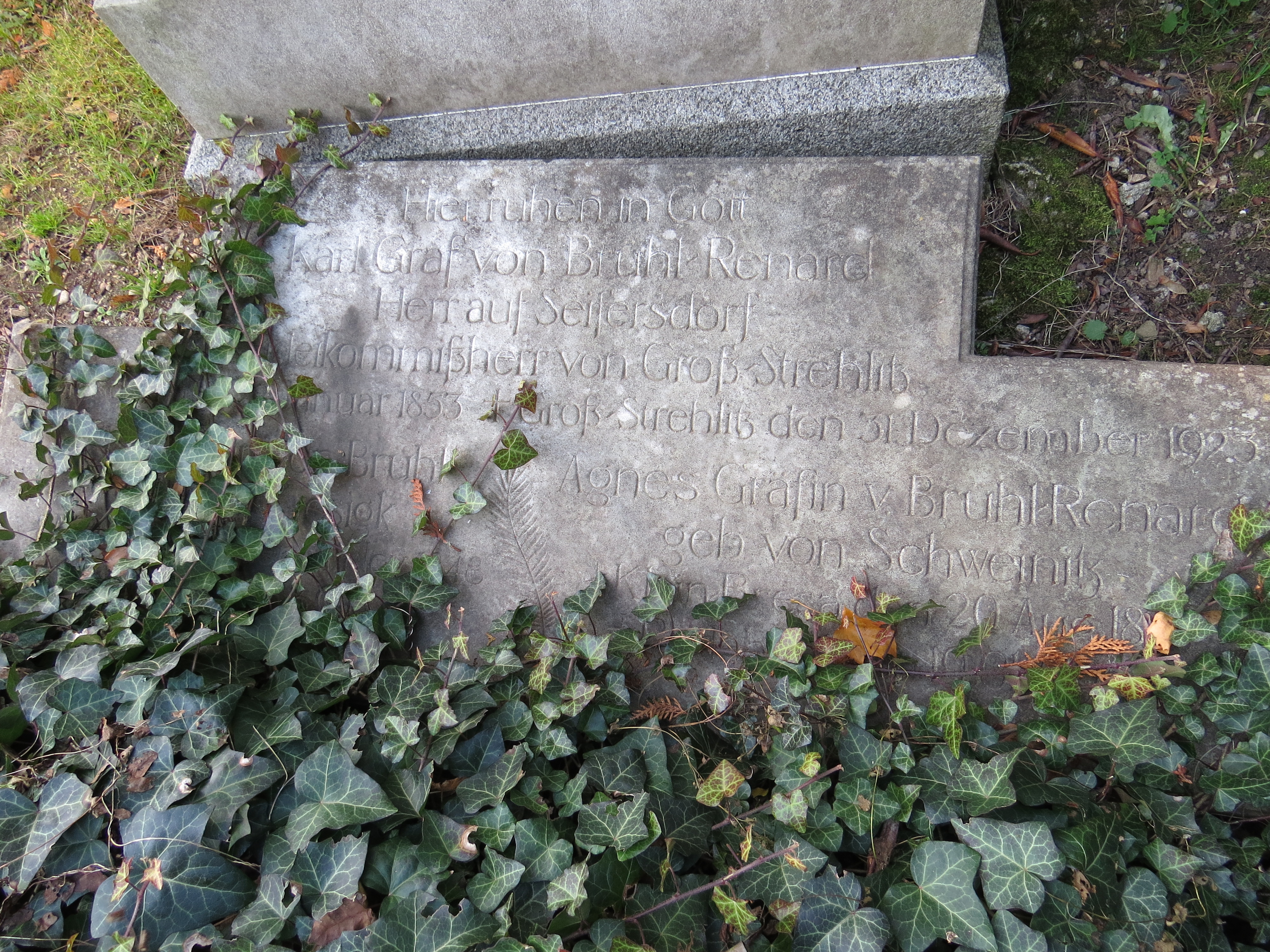
Grabinschrift Karl von Brühl-Renard in Seifersdorf

Schloss Groß Strehlitz (polnisch Zamek w Strzelcach Opolskich) ist die Ruine eines Schlosses in Strzelce Opolskie (deutsch Groß Strehlitz), in der Woiwodschaft Opole in Polen. Zum Schloss gehört auch der ab 1832 angelegte Schloss- bzw. Stadtpark.

## Geschichte
Im Jahr 1303 wird das „castrum strelcense“ als herzogliche Burg erwähnt. Anfang des 16. Jahrhunderts war der Bau ruinös und wurde unter den von Redern zum Schloss ausgebaut. Besonders in der zweiten Hälfte des 19. Jahrhunderts wurde das Schloss aus- und umgebaut.

## Besitzer
Die Herrschaft mit dem Schloss gehörte ab 1651 der Familie des Grafen Colonna, im Sommer 1788 besuchte gar der preußische König Friedrich Wilhelm II. Groß Strehlitz. Bis 1807 übten die Colonna die Herrschaft aus. Dann erbte Andreas Maria von Renard die Herrschaft Groß Strehlitz aus einer Erbschaft mütterlicherseits (Vorfahren Familie Gaschin/Colonna). Auf seinem bedeutenden Besitz betrieb er vor allem den Aufbau und die Weiterentwicklung von Industrieanlagen. Renard besaß 22 kleinere und größere Eisenwerke sowie eine Drahthütte und war mit seinen Betrieben der zweitgrößte Eisenproduzent Oberschlesiens.
Den Besitz Groß Strehlitz übernahm Renards Sohn Johannes Maria von Renard. Dieser starb vor seinem Vater 1874 an einer Blutvergiftung. Danach erbte Mortimer von Tschirschky-Renard (* 17. September 1844 in Koberwitz, Landkreis Breslau; † 18. März 1908 in Breslau), Sohn von Marie Christine von Renard, der Schwester von Johannes Maria von Renard das Gut in Groß Strehlitz mit seinen Besitzungen, seine Rennpferde und das Vollblutgestüt.
Zur Graf Renardschen Güter-Direktion gehörten das Rittergut Dollna, das Rittergut Nieder-Ellguth, das Rittergut Groß-Vorwerk mit den Vorwerken Schewkowitz, Gollaschützen, Koczorowna und das Rittergut Neudorf, das Rittergut Himmelwitz mit den Vorwerken Gonschiorowitz und Wernerau, das Rittergut Kobelwitz im Kreis Cosel, das Rittergut Olschowa mit den Vorwerken Xionslas, Komorniken und Johannishof, das Rittergut Poremba, das Rittergut Rogau mit dem Vorwerk Krenzel, das Allodial-Rittergut Rosniontau mit Vorwerk Railshof, das Rittergut Salesche mit dem Vorwerk Oberhof, Niederhof, Mittelhof und Wiesenhof, das Rittergut Scharnosin mit dem Vorwerk Annahof, das Rittergut Schironowitz, das Rittergut Sucholohna mit Mokrolohna und Brezina mit dem Vorwerk Gruschek.
Ludmilla Gabriele Maria von Renard (* 28. August 1830; † 16. Januar 1894) eine weitere Schwester von Johannes Maria von Renard heiratete den Seifersdorfer Grafen Johann George Wilhelm Karl Gebhard von Brühl, Legationssekretär (* 27. April 1818; † 27. November 1858). Aus dieser Ehe gingen drei Kinder hervor: Karl von Brühl-Renard, Elisabeth von Brühl (verheiratet zu Castell-Castell) und Marie von Brühl (verheiratet von Mangoldt). Ausgangs des 19. Jahrhunderts bestand das Majorat Groß Strehlitz gesamt aus zwölf Gütern.
Karl von Brühl-Renard aus Seifersdorf bei Radeberg in Sachsen übernahm nach dem Tod seines Cousins Mortimer von Tschirschky-Renard den Besitz Groß Strelitz und war ab 1909 Fideikommissherr auf Groß-Strehlitz. In dieser Zeit erwarb Brühl-Renard das Anwesen in Kalinow (812ha). Von da an war es Teil der Güter der Fideikommissherrschaft Groß Strehlitz mit insgesamt 6561 ha. Brühl-Renard gehörte parallel das Patronat Schloss Seifersdorf. Er starb am 31. Dezember 1923 im Schloss Groß Strehlitz und wurde in Seifersdorf beigesetzt. Nach seinem Tod ging der Besitz an seinen Halbbruder Georg Karl Andreas Albert Graf von Schlieffen (1860–1944). Dieser stammte aus der zweiten Ehe seiner Mutter Gabrielle mit Georg Karl Graf von Schlieffen (1832–1901).
1932 ging der Besitz Groß Strehlitz an Wolfgang Graf zu Castell-Castell (1877–1940) über, der als liberal galt und im Johanniterorden als Rechtsritter karitativ tätig. Kurzzeitig war zu seiner Zeit der später bekanntgewordene Heinrich Albertz Hauslehrer auf dem Schloss. Wolfgang zu Castell-Castell wiederum war der Sohn von Elisabeth Gräfin zu Castell-Castell (geborene von Brühl), der Schwester von Karl von Brühl-Renard. Wolfgang Graf zu Castell-Castell wurde im Schlosspark Groß Strehlitz beigesetzt. Sein Sohn Prosper zu Castell-Castell (1922–1989) war der letzte Erbe bis zur Enteignung. Später war er Vorstandsvorsitzender einer Versicherung und Kommendator der Bayrischen Genossenschaft des Johanniterordens.
Durch Kriegseinwirkung brannte das Schloss 1945 aus und ist seither Ruine. Vom einstigen Baukörper des Herrensitzes ist der benachbarte Marstall geblieben.